# Victor Slav
Victor Slav (n. 5 iunie 1980) este un model și vedetă de televiziune din România. El este cunoscut după ce a fost amfitrion al emisiunii Frumusețe pe muchie de cuțit, difuzată pe Pro TV, co-prezentator al emisiunii Dansez pentru tine la postul Pro TV și fost prezentator de vreme la Știrile Pro TV. Actualmente este prezentator al emisiunii Îmi place dansul! alături de Cristina Mihaela Dorobanțu de la postul Kanal D, unde a mai fost prezentator la Wowbiz, împreună cu Andreea Mantea și la Vulturii de noapte alături de Cătălin Cazacu și Giani Kiriță.

## Biografie
Victor Slav s-a născut în București, România, având o soră, Cătălina. Obișnuia să se joace cu prietenii lui în Stoenești, Giurgiu A descoperit pasiunea pentru modeling la vârsta de 17 ani, când participa la diverse concursuri locale pe care nu le-a câștigat.

## Debutul
Debutul l-a cunoscut la finele anului 2001 cu show-ul „Vara ispitelor”, unde acesta și prietenul său din copilărie, modelul Bogdan Vlădău, încercau să despartă femeile în pragul căsătoriei. O altă emisiune, a fost „Seara Regăsirii”, pe care a prezentat-o alături de actorul Constantin Cotimanis și fiica acestuia.
În anul 2006, Victor câștigă sezonul 2 a emisiunii concurs Dansez pentru tine alături de Carmen Stepan, versiunea românească a spectacolului Dancing with the Stars.
A apărut în unul dintre videoclipurile trupei Andrè, jucându-l pe iubitul Andreei Antonescu. Din 2009 a fost ales să prezinte varianta românească a emisiunii  Extreme Makeover, numită „Frumusețe pe muchie de cuțit”, showul încercând să ajute prin chirurgie plastică femei sau bărbați, care au un aspect foarte neplăcut care le afectează viața socială, la finele fiecărei emisii, persoana era schimbată atât ca îmbrăcăminte, machiaj, și înfățișare. Din 2008 prezintă vremea la ProTV. A intrat în atenția presei, după ce s-a căsătorit cu vedeta și modelul TV, Bianca Drăgușanu.
În anul 2014, Victor este co-prezentator al emisiunii Dansează printre stele de la Antena 1, alături de Horia Brenciu și Lili Sandu.
În anul 2017, Victor este prezentator al emisiunii WOWbiz de la Kanal D, alături de Andreea Mantea, înlocuindu-l pe Mădălin Ionescu.
În anul 2019, Victor Slav este moderatorul emisiunii Îmi place dansul! de la Kanal D, alături de Cristina Mihaela Dorobanțu.
În anul 2021, Victor Slav a prezentat Bravo, ai stil! de la Kanal D, în locul lui Ilinca Vandici.
În anul 2022, Victor Slav a participat la emisiunea Splash! Vedete la apă de la Antena 1.
În anul 2024, Victor Slav participă cu iubita Selina la emisiunea Asia Express de la Antena 1.

## Cariera politică
În anul 2016, el a intrat în Partidul România Unită, candidând la Alegerile parlamentare din anul 2016.

## Filmografie

### Dublaj (voce)
| An   | Titlu                   | Rol             | Note                       |
| ---- | ----------------------- | --------------- | -------------------------- |
| 2014 | Marea aventură Lego     | Superman        | Dublaj (voce vers.română)  |
| 2014 | Tarzan 3D               | Jim Porter      | Dublaj (voce vers.română)  |
| 2016 | Alisia, care știe totul | Comisar Harlock | Dublaj (voce vers. romana) |